# 渝怀铁路
渝怀铁路是中国一条连接重庆市与湖南省怀化市的铁路，为国铁I级。目前线路全线已实现复线电气化，设计时速120公里/小时。

## 簡介
渝怀铁路被中央政府列为2000年西部大开发十大重点工程之一，全长625公里，铁路设计为以客运为主的I级单线电气化，预留复线条件，总投资198亿元人民币。
渝怀铁路沿线地形、地质复杂，桥隧总长占全线总长的50.6%以上，拥有7公里以上的隧道7座，最长的圆梁山隧道长达11068米，为渝怀铁路全线十大控制性工程之首。渝怀铁路填补了焦柳、沪昆、川黔、襄渝铁路之间的空白，使川渝地区与东南沿海地区的运输距离大幅缩短。
渝怀铁路于2000年12月16日开工，2005年4月6日全线贯通开始试运行。2006年1月16日开通货运服务，同年11月1日开通客运服务。初时仅有成都局管内客运列车，2007年4月18日全线开通客运服务，有长途客运列车运行。
重庆至涪陵段复线2009年9月26日开工建设，于2013年12月28日建成通车。
渝怀铁路涪陵至怀化段复线工程于2014年12月動工興建，2020年8月10日涪陵至中嘴段复线建成通车；10月15日、10月25日、11月10日分别开通怀化-同田湾、同田湾-锦和及锦和-桃映段；11月20日开通冯家坝至桃映段，全线复线於2020年12月25日投入使用。

## 线路走向

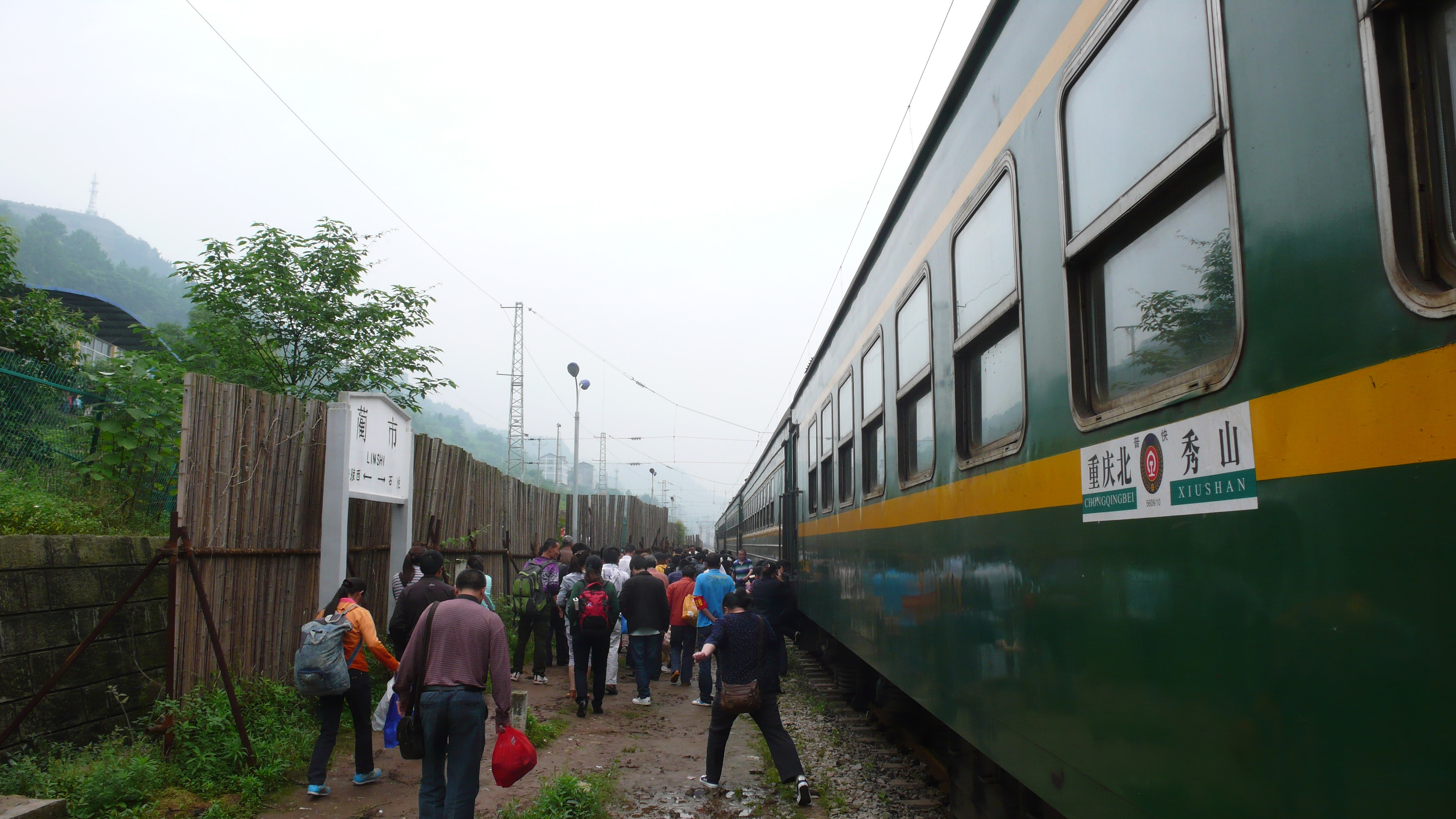
5609次列车停靠于藺市站（2012年5月）

西起井口站，途经重庆北、长寿、涪陵、武隆、彭水、黔江、酉阳、秀山、松桃、铜仁至沪昆铁路怀化站，橫跨重庆、贵州、湖南二省一市。

### 重要工程
- 黄草乌江大桥，位于重庆市武隆县境内，全长410米，主跨168米，为目前国内同类铁路双线桥梁中跨度最大的桥梁，有“中国铁路桥梁第一跨”之称。2003年11月25日合龙。
- 涪陵至怀化段复线工程：涪怀二线铁路，于2014年12月开工建设，全长约339公里，途经涪陵区、武隆县、彭水县、黔江区、酉阳县、秀山县，项目概算总投资约185亿元，设计速度120公里/小时。涪怀二线2020年建成后，渝怀铁路运能将从现在的客车每日发车15对、货运能力每年1000万吨，提升到客车每日发车75对、货运能力每年5000万吨，并在黔江站连接黔张常铁路，成为四川盆地又一条快速出川通道的联络线。

### 线路整合
渝怀铁路涪怀二线为增建二线，新线长度与老线长度有差异，因此渝怀铁路复线整合方式与襄渝铁路二线相似，在上行（下行）列车行驶的过程中，一段新线、一段老线交替行驶。